# Down in the Delta
Down in the Delta is een Amerikaanse dramafilm uit 1998, geregisseerd door Maya Angelou en geproduceerd door Rick Rosenberg, Bob Christiansen, Victor McGauley en Wesley Snipes. De hoofdrollen worden vertolkt door Alfre Woodard, Al Freeman Jr. en Esther Rolle.

## Verhaal
De drugsverslaafde Loretta Sinclair woont met haar moeder en twee kinderen in Chicago. In een poging haar van haar drugsverslaving af te helpen, stuurt haar moeder haar naar haar oom Earl. Earl biedt Loretta een baan aan in zijn restaurant, en vertelt haar over hun familie.

## Rolbezetting
| Acteur                 | Personage          |
| ---------------------- | ------------------ |
| Alfre Woodard          | Loretta Sinclair   |
| Al Freeman Jr.         | Earl Sinclair      |
| Esther Rolle           | Annie Sinclair     |
| Mary Alice             | Rosa Lynn Sinclair |
| Loretta Devine         | Zenia              |
| Anne-Marie Johnson     | Monica Sinclair    |
| Mpho Koaho             | Thomas Sinclair    |
| Justin Lord            | Dr. Rainey         |
| Wesley Snipes          | Will Sinclair      |
| Kulani Hassen          | Tracy Sinclair     |
| Sandra Caldwell        | Vrijwilliger       |
| Colleen Williams       | Toeristische Vrouw |
| Richard Blackburn      | Toeristische Man   |
| Philip Akin            | Manager            |
| Mary Fallick           | Drugsverslaafde    |
| Sandi Ross             | Makelaar           |
| Barbara Barnes-Hopkins | Stijve Vrouw       |